# Limosano
Limosano község (comune) Olaszország Molise régiójában, Campobasso megyében.

## Fekvése
A megye központi részén fekszik. Határai: Castropignano, Fossalto, Lucito, Montagano, Petrella Tifernina, Ripalimosani és Sant’Angelo Limosano.

## Története
A települést a 9-10. században alapították egy ókori szamnisz település helyén a Via Traiana-Frentana mentén. A következő századokban nemesi birtok volt. A 19. században nyerte el önállóságát, amikor a Nápolyi Királyságban felszámolták a feudalizmust.

## Népessége
A népesség számának alakulása:

## Főbb látnivalói
- Santo Stefano Protomartire-templom
- San Francesco-templom
- Santa Maria-katedrális